# Ибрахим, Дерен
Дерен Ибрахим (англ. Deren Ibrahim; род. 9 марта 1991, Лондон) — английский и гибралтарский футболист, вратарь, тренер. Выступал за сборную Гибралтара.

## Биография

### Клубная карьера
Занимался футболом в академиях «Куинз Парк Рейнджерс», «Дартфорд» и «Коринтиан-Кэжуалз». В 2008 году он вернулся в «Дартфорд», но играть на взрослом уровне начинал в многочисленных арендах, выступал за мальтийский клуб «Сент-Эндрюс» из второй лиги, а также за целый ряд любительских клубов Англии. Закрепиться в составе «Дартфорда» смог лишь в 2014 году и в сезоне 2014/15 провёл за команду 16 матчей в Национальной лиге (D5), а после вылета клуба, ещё более ста матчей в шестом по значимости дивизионе страны. Ибрахим покинул клуб в 2018 году. В начале 2019 года он находился в расположении любительских команд «Крэй Велли» и «Тонбридж Эйнджелс», а летом того же года принял решение завершить игровую карьеру.

### Карьера в сборной
Впервые был вызван в сборную Гибралтара в октябре 2016 года на матчи отборочного турнира чемпионата мира 2018 со сборными Эстонии и Бельгии. Дебютировал 10 октября в игре против бельгийцев, в которой пропустил 6 мячей. Ибрахим был основным вратарём сборной в рамках отборочного цикла и провёл 8 матчей, в которых пропустил 39 голов. В дальнейшем в сборную не вызывался.